# Lijst van Stolpersteine in Groningen (provincie)

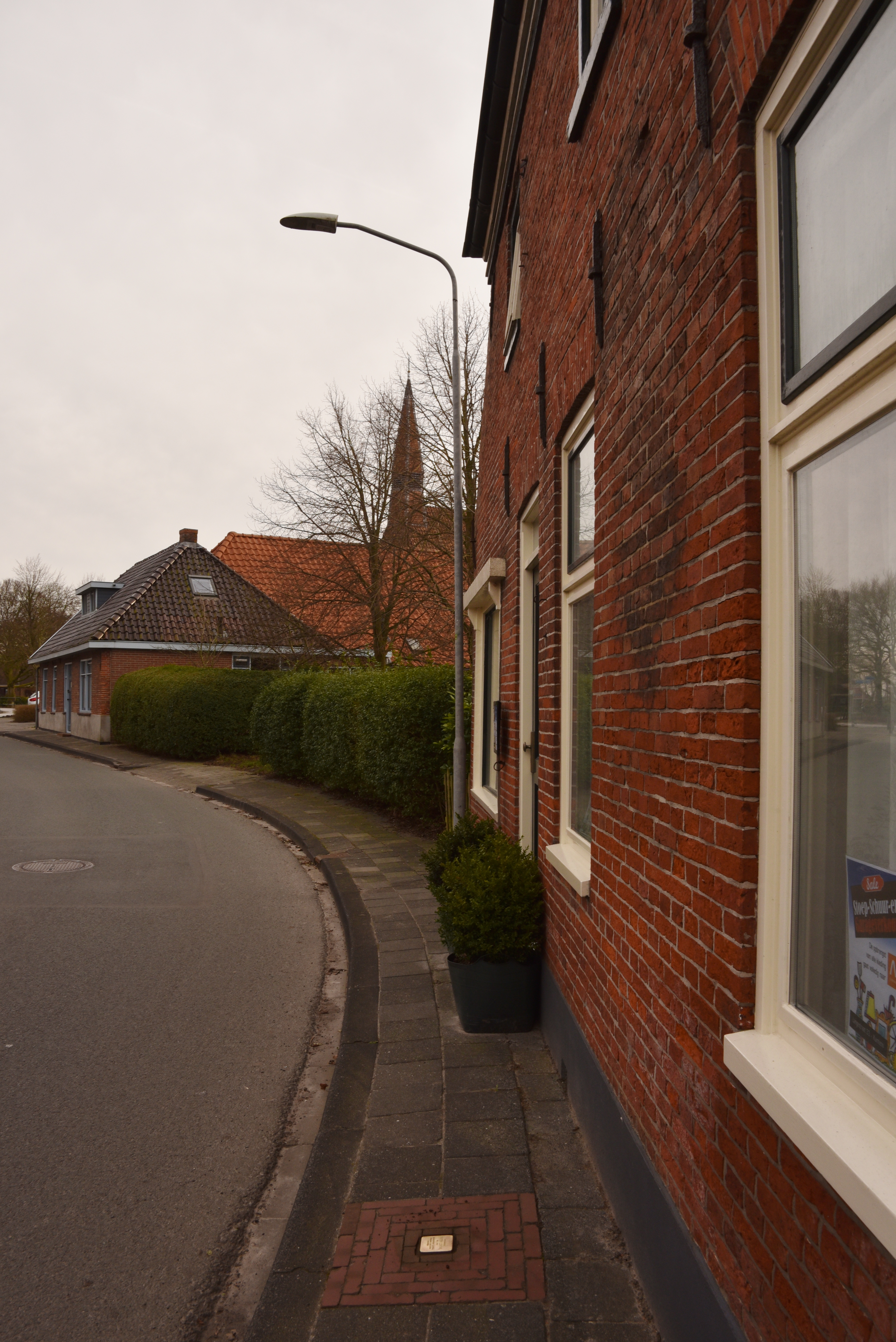
Stolperstein voor Marten Lijnema in Kantens, gemeente Het Hogeland

De lijst van Stolpersteine in Groningen geeft een overzicht van de gedenkstenen die in de Nederlandse provincie Groningen zijn geplaatst in het kader van het Stolpersteine-project van de Duitse beeldhouwer-kunstenaar Gunter Demnig. 
Omdat het Stolpersteine-project doorloopt, kan deze lijst onvolledig zijn. 

## Stolpersteine
In de volgende gemeenten bevinden zich Stolpersteine:
- Eemsdelta
- Groningen
- Het Hogeland
- Midden-Groningen
- Oldambt
- Pekela
- Stadskanaal
- Westerkwartier